# طرق بحث الأنثروبولوجيا التطبيقية

## علم الإنسان التطبيقي
علم الإنسان أو الأنثروبولوجيا التطبيقية هي تطبيق أساليب ونظريات العلوم الإنسانية على تحليل وحل المشكلات العملية. في "مجالات تطبيق العلوم الإنسانية"، يعرف كلاَ من كديا وفان ويليغن العملية بأنها "مجموعة معقدة من الأساليب المرتبطة بالأبحاث التي ينتج عنها عملية التغير أو الاستقرار في أنظمة ثقافية محددة من خلال تزويد البيانات، وإطلاق العمل المباشر، و/أو صياغة سياسة". وبشكل أكثر بساطة، فإن علوم الإنسان التطبيقية هي جانب الممارسة للأبحاث الأنثروبولوجية؛ إذ يتضمن مشاركة الباحث ونشاطيته داخل جماعة مشتركة. فعلى الرغم من أن جون فان ويلغان يعرف ببساطة على أنه "علم الإنسان المستخدم"، إلا أن مفهوم الأنثروبولوجيا التطبيقية طرحة دانيل جي برینتو.

## امتداد التخصصات الأكاديمية
يصف موقع الرابطة الأمريكية للعلوم الإنسانية (AAA) الأنثروبولوجيا على أنها تركز على "دراسة الإنسان، في الماضي والحاضر. لفهم نطاق ومدي تمازج ثقافات جميع فترات التاريخ البشري، وتستخدم الأنثروبولوجيا المعارف من العلوم الاجتماعية والبيولوجية بالإضافة إلى العلوم الإنسانية والفيزيائية". وبالتالي، ينقسم المجال إلى أربعة مجالات فرعية: أنثروبولوجيا اجتماعية وثقافية، علم الإنسان الحيوي أو الفيزيائي، علم الآثار، وأنثروبولوجيا لغوية. نظرًا لأن المحور الرئيسي في المجال الأنثروبولوجي هو تطبيق المعارف المشتركة والبحث حول الإنسان في جميع أنحاء العالم، يُطلَق علي عالِمِ أَنْثْروْپُولُوْچِیّ المُخْتَصّ في أَىّ من هذه المَجَالات "أَنْثْروْپُولُوْچِیّ تطبیقى". و فِى الواقع، قد تستدعى بعض المشكلات التطبیقیة جمیع فروع التخصص. فعلى سبيل المثال ، قد يشترك برنامج تطوير الشعوب الأصلية في الأمريكتين في بحثٍ آثارِى لتحديد شرعية مطالب حقوق الماء ، وإستطلاعٍ إثنوغرافى لتحديد خصائص المجتمع الحضارى حديثًا وتاريخه ، ولغة لإستئناف كفاءة استخدامه من قِبل سكانه ، والأنثروپولوچیة الطِّبّىة لتحديد سُبُل إصابة أمراض نقص التغذية.

## الإلتزام المهني
يعمل عالم الإنسان التطبيقي في كثير من الأحيان لصالح عملاء غير أكاديميين، مثل الحكومات ووكالات التنمية والمنظمات غير الحكومية والجمعيات القبلية والعرقية وجماعات التأييد والخدمات الاجتماعية والمنظمات التربوية والشركات التجارية. كما أنه ليس من غير المألوف بالنسبة لعلم الإنسان أن يبدأ عملاً نشطًا حول مجال دراسته؛ ففي كثير من الأحيان، تبدأ دراسات الأنثروبولوجيا الاجتماعية والثقافية كإستفسارات بحثية بسيطة تتفتح إلى مشاريع دفاع عن المجتمع، وحتى المنظمات المتخصصة غير الحكومية الجديدة.
و تشمل منهجية علم الإنسان التطبيقي، علي سبيل المثال لا الحصر، وصف الأعراق البشرية، الملاحظة المشاركة، المتعاظمات، ومقابلات العمل، ومجموعات التركيز. وكذلك يستخدمون تحليل المضمون، استطلاعات رأي، البحوث الأرشيفية، وغيرها من الطرق التجريبية لإضفاء طابع سائدة لإرشاد السياسة أو تسویق المنتجات.

## المشاكل والانتقادات
يمكن أن يكون عملية إجراء ابحاث علم الإنسان ثم تطبيق المعرفة في محاولات لتحسين حياة المشاركين في البحث إشكالية، وغالبًا ما تكون مليئة بعناصر الإستشراق و / أو الاستعمارية. ويصف كديا وفان ويليجان اللغز الأخلاقي المضمن في هذا العمل كالتالي: "إن متطلبات الأخلاق للأنثروبولوجيا التطبيقية تشكل تحديًا خاصًة نظرًا لأن الممارس يجب أن يتفاوض على توازن دقيق بين مصالح العملاء الذين يتولون العمل وتلك التابعة للمجتمع المدروس". ويرد المؤلفون على هذه المفاوضات من خلال ذكر قضايا الخصوصية والملكية، وآثار وأغراض الدراسة التي يتم إنتاجها (ص 16).
فعلى الرغم من أن منظمات علوم الإنسان الرئيسية - بما في ذلك رابطة العلوم الإنسانية الأمريكية AAA) ) و جمعية علوم الإنسان التطبيقية SFAA)  )و الجمعية الوطنية لممارسة العلوم الإنسانيةNAPA) -  )قد وضعت توجيهات للأخلاقيات في التطبيقات، إلا أنه من الصعب بشكل متزايد ضمان أن يستمر عدد كبير من علماء الأنثروبولوجيا في جميع أنحاء العالم في أبحاثهم بطرق تتفق مع التفاوتات الثقافية وحساسة لاحتياجات المجتمع. يصف كديا وفان ويليغان المهام المتعددة التي يجب على عالم علم الإنسان التطبيقي أدائها كمورد فعَّال للمجتمعات المحتاجة؛ يجب على الباحث أن يكون مناصراً، ثقاقياً يعرف "بسُماسرة"، و مُقَّوِّض، باحث سياسي، ومختص في مشاركة الجمهور، وخبير تحليل أبحاث.
هناك أيضًا بعض الانتقادات للتفاعل بين الأنثروبولوجيين التطبيقيين ووكالات الحكومة، حيث قد ترغب تلك الوكالات في المضي قدمًا في مشروع تطوير بينما يقوم الأنثروبولوجيون بتقييد التقدم من خلال دراسة دقيقة قبل دعم المشروع.

## مناقشات حول الموضوعية/النسبية الثقافية في الأنثروبولوجيا
تجسد ظاهرة التشوه التناسلي للإناث (الختان) المتعددة الجنسيات ضرورة أن يراعي عالم الأنثروبولوجيا السياقات الثقافية النسبية: "أدي مجهود العلماء الذي يؤكدون على أهمية تقديم وجهات نظر حول العوامل الثقافية التي تشجع ممارسة التشويه التناسلي للإناث إلي التركيز بشدة علي الجدل الدائر حول النسبية الثفافية. وقد جذب ذلك اهتمام المتخصص جرينباوم(1996)  يلاحظ أن التحليلات التى تُقدِّمُ تفسيرات المقاربة الداخلية والخارجية غالبا ما يتعرضان لانتقادات كارهة لأسباب مختلفة" [التأکید في المصدر]. وفي هذه الحالات ومن الضروري ألا يخفي عالم الأنثروبولوجيا مفاهيمه المسبقة عن الصحة والعلاقات بين الجنسين في محاولة «لمعالجة» قضية اجتماعية معقدة.

## مناقشات حول الموضوعية في علم الإنسان
يعتبر مجال علم الإنسان مجالًا محفوفًا بالجدل حول الطرق الدقيقة والفعالة لإجراء البحوث. وبشكل أكثر تحديدًا، هناك مناقشات مستمرة حول ضرورة الموضوعية في العمل الميداني في علم الإنسان. ويؤكد بعض علماء الفلسفة أنه من المستحيل إزالة المفاهيم الثقافية المسبقة لديهم من عملهم. وفي هذا المجال، فإنه من الأكثر إنتاجية أن يدرك علماء الإنسان أنهم مراقبون مبرمجون ثقافيًا، ويجب أن يكونوا دائمًا حذرين من التحيزات التي تؤثر على المعلومات التي يتلقونها. وفي المقابل، يؤكد النهج الوضعي للأنثروبولوجيا على ضرورة اتباع نهج موضوعي ومنظم وعلمي للأبحاث الأنثروبولوجية.

## الأعمال العلمية والمنظمات
تمتلك المجلة الأولى للأنثروبولوجيا التطبيقية في الولايات المتحدة والتي يطلق عليها منظمة الإنسان، والتي نشرتها جمعية الأنثروبولوجيا التطبيقية. وتسمى المجلة الرئيسية للأنثروبولوجيا التطبيقية في المملكة المتحدة بالأنثروبولوجيا في العمل.
تحت إدارة المعهد الملكي للعلوم الإنسانية، أنشأ جوناثان بينثال (مؤلف كتاب أفضل العلوم الإنسانية اليوم») والتي أنشأت ميدالية لوسي ماير السنوية للأنثروبولوجيا التطبيقية. هذا يعترف بالتميز في استخدام الأنثروبولوجيا «لتخفيف الفقر أو الشدة، أو للاعتراف الفعال بكرامة الإنسان».
لدى رابطة علماء العلوم الإنسانية الاجتماعية ASA) ) شبكة من علماء الأنثروبولوجيا التطبيقية تُعرف باسم "التطبيقية". داخل الرابطة الأوروبية لعلماء الأنثروبولوجيا الاجتماعية EASA) )، توجد شبكة الأنثروبولوجيا التطبيقية، والتي تنظم سنويًا الندوة الدولية لماذا يحتاج العالم إلى علماء للعلوم الإنسانية. و كان موضوع الندوة الأولى مجالات جديدة للأنثروبولوجيا التطبيقية في أوروبا (أمستردام 2013)، و من ثاني خروج من برج العاج (بادوفا، 2014)، من القضايا الحارقة الثالثة لكوكبنا الساخن (ليوبليانا، 2015)، من فيلم Humanise IT الرابع (تارتو، 2016)، من فيلم Powering the Planet الخامس (دورهام، 2017)، والسادس تصميم المستقبل (لشبونة، 2018). ضمن شبكة العلوم الإنسانية الطبية EASA، هناك أيضًا مجموعة اهتمامات خاصة بالأنثروبولوجيا التطبيقية.
هناك ثلاث مجموعات أولية مقرها الولايات المتحدة تأسست على تطبيق الأنثروبولوجيا مع الاهتمام الشديد بالأخلاق والآثار الاجتماعية: الجمعية الأمريكية للأنثروبولوجيا (AAA) ، وجمعية الأنثروبولوجيا التطبيقية (SFAA) ، والرابطة الوطنية لممارسة الأنثروبولوجيا (NAPA).
قدم علماء الأنثروبولوجيا البارزون مساهمات في الأنثروبولوجيا الحديثة المبكرة مثل برونيسلاف مالينوفسكي ومارجريت ميد وروث بنديكت. ساهمت دراسات مالينوفسكي في النظرية الوظيفية أو الوظيفية، وهي الفكرة القائلة بأنه بغض النظر عن الثقافة أو الحضارة ، فإن المؤسسات المجتمعية موجودة لمساعدة الفرد على تلبية احتياجاته. ساهمت مارغريت ميد في فكرة الحتمية الثقافية، وهي فكرة أن الثقافة تشكل الطريقة التي يفكر ويتصرف بها المرء. ساهمت روث بنديكت في نظرية النسبية الثقافية من خلال كتابة "أنماط الثقافة" التي أوضحت فكرة أن كل ثقافة فريدة ويمكن فهمها تمامًا إذا درس المرء ثقافة ككل.